# Brug 565
Brug 565 is een bouwkundig kunstwerk in het Amsterdamse Bos.
De brug ligt in het zuidelijk deel van het Amsterdamse Bos, even ten westen van het Bloesempark met de Japanse kers en ten zuiden van de Burgemeester A. Colijnweg, onderdeel van Rijksweg 9. Het betreft een houten voet-, fiets- en ruiterbrug, zoals zo vele in het bos. Ze heeft een gescheiden verkeersstroom op verschillende hoogten. Bijna alle kenmerken (gescheiden paden, houtconstructie, ligging etc.) wijzen op een ontwerp van architect Piet Kramer van de Dienst der Publieke Werken. Twee factoren wijzen een andere richting op; de houtbewerking is vrij eenvoudig voor Kramers ontwerp. En de brug stamt uit 1972, Kramer overleed in 1961. De brug is daarom één uit de koker van één van Kramers opvolgers.
MTD Landschapsarchitecten benoemde de brug in 1999 als zijnde een imitatie van een Kramerbrug die het raffinement van die architect mist. Het was volgens hun vanwege de witte kleur wel een accentpunt in het groene landschap, maar de brug van stalen liggers, houten dek en leuningen werd architectonisch niet als waardevol bestempeld. Daar waar bruggen in het bos ontworpen door Piet Kramer, door Amstelveen, veelal tot gemeentelijk monument werden verklaard, ontbeert deze brug die status.

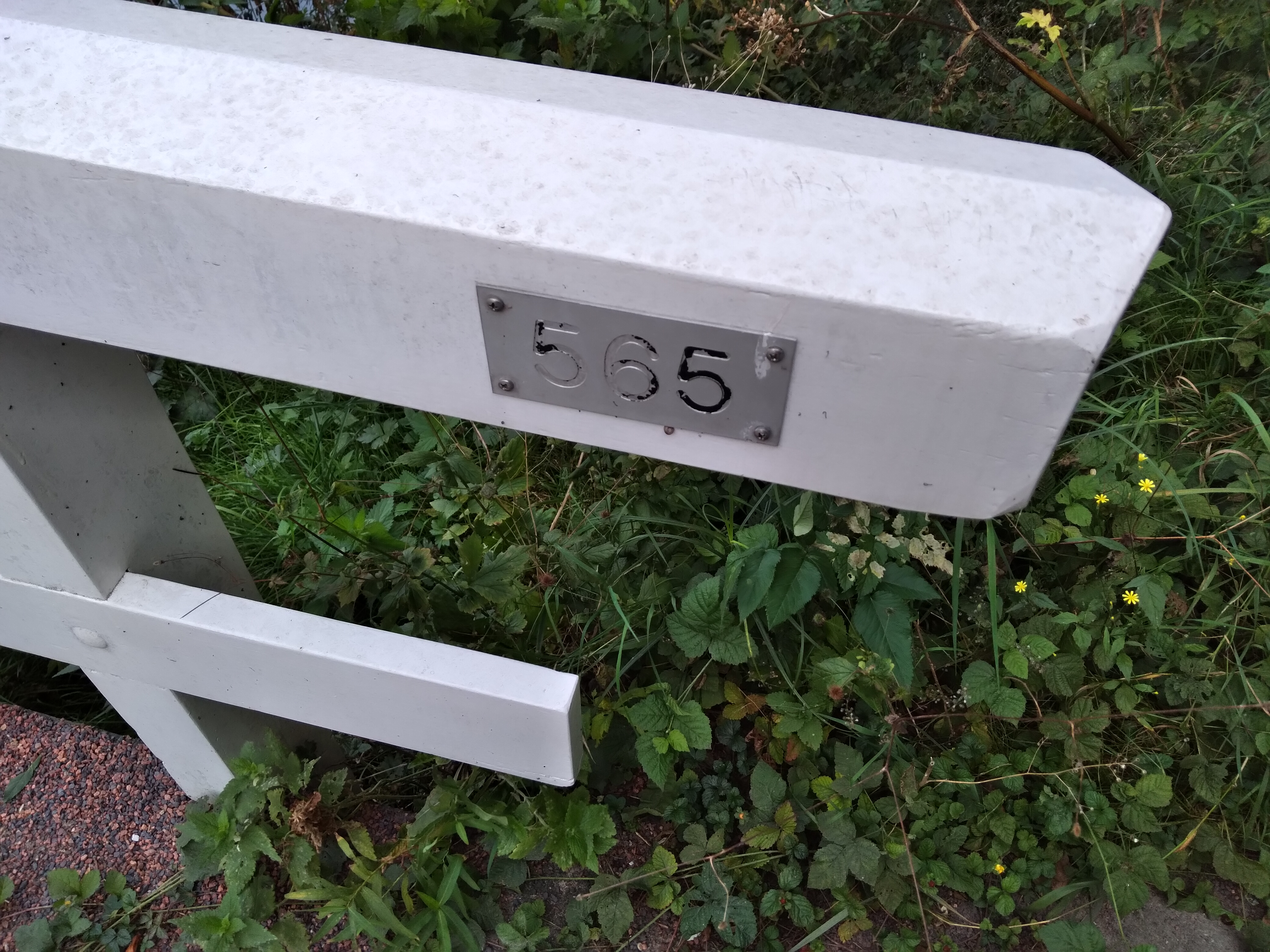
Eenvoudige houtbewerking (september 2021)

<<< · 500 · 501 ·  503 · 504 · 505 · 506 · 507 · 508 · 509 · 510 · 511 · 512 · 513 · 514 · 515 · 516 · 517 · 518 · 519 · 520 · 521 · 522 · 523 · 525 · 526 · 527 · 528 · 530 · 531 · 532 · 533 · 534 · 535 · 536 · 537 · 538 · 539 · 540 · 541 · 542 · 543 · 544 · 545 · 546 · 547 · 548 · 549 · 550 · 551 · 552 · 553 · 554 · 555 · 556 · 557 · 558 · 559 · 560 · 561 · 562 · 563 · 564 · 565 · 566 · 567 · 569 · 571 · 572 · 573 · 575 · 577 · 578 · 580 · 581 · 582 · 583 · 584 · 586 · 587 · 589 · 590 · 591 · 592 · 593 · 594 · >>>
Brugnummers 502, 524, 529, 568, 570, 574, 576, 579, 585, 588, 595, 596, 597, 598, 599 zijn niet (meer) vergeven.